# Gimnàstica als Jocs Olímpics d'estiu de 1904 - Anelles
Les anelles va ser una de les proves de gimnàstica artística que es va disputar als Jocs Olímpics de Saint Louis de 1904. La prova tingué lloc el divendres 28 d'octubre de 1904. Es desconeix la quantitat exacta de participants, i sols ens ha arribat el nom de 3 gimnastes, tots dels Estats Units.

## Medallistes
| Or           | Plata        | Bronze     |
| Herman Glass | William Merz | Emil Voigt |

## Resultats
| Posició | Gimnasta     | Puntuació |
| ------- | ------------ | --------- |
| Or      | Herman Glass | 45        |
| Plata   | William Merz | 35        |
| Bronze  | Emil Voigt   | 32        |